# Eubazus sigalphoides
Eubazus sigalphoides är en stekelart som först beskrevs av Marshall 1889.  Eubazus sigalphoides ingår i släktet Eubazus och familjen bracksteklar. Inga underarter finns listade i Catalogue of Life.